# People's Choice Awards 2010
La 36ª edizione dei People's Choice Awards si è svolta il 6 gennaio 2010 al Nokia Theatre di Los Angeles. Lo show, andato in onda sul canale statunitense CBS, ha premiato i migliori film, attori e cantanti del 2009.

In seguito sono elencati le categorie con il relativo vincitore, indicato in grassetto.

## Cinema

### Film

#### Film preferito
- Twilight, regia di Catherine Hardwicke
- Harry Potter e il principe mezzosangue (Harry Potter and the Half-Blood Prince), regia di David Yates
- Una notte da leoni (The Hangover), regia di Todd Phillips
- Ricatto d'amore (The Proposal), regia di Anne Fletcher
- Star Trek, regia di J. J. Abrams

#### Film commedia preferito
- Ricatto d'amore (The Proposal), regia di Anne Fletcher
- 17 Again - Ritorno al liceo (17 Again), regia di Burr Steers
- Bride Wars - La mia migliore nemica (Bride Wars), regia di Gary Winick
- Una notte da leoni (The Hangover), regia di Todd Phillips
- La verità è che non gli piaci abbastanza (He's Just Not That Into You), regia di Ken Kwapis

#### Film indipendente preferito
- Bastardi senza gloria (Inglourious Basterds), regia di Quentin Tarantino
- (500) giorni insieme ((500) Days of Summer), regia di Marc Webb
- District 9, regia di Neill Blomkamp
- Madea Goes to Jail, regia di Tyler Perry
- Paranormal Activity, regia di Oren Peli

#### Film per famiglie preferito
- Up, regia di Pete Docter e Bob Peterson
- L'era glaciale 3 - L'alba dei dinosauri (Ice Age: Dawn of the Dinosaurs), regia di Carlos Saldanha
- Hannah Montana: The Movie, regia Peter Chelsom
- Nel paese delle creature selvagge (Where the Wild Things Are), regia di Spike Jonze
- Una notte al museo 2 - La fuga (Night at the Museum: Battle of the Smithsonian), regia di Shawn Levy

### Recitazione

#### Attore preferito
- Johnny Depp
- Hugh Jackman
- Robert Pattinson
- Brad Pitt
- Ryan Reynolds

#### Attrice preferita
- Sandra Bullock
- Jennifer Aniston
- Drew Barrymore
- Anne Hathaway
- Kristen Stewart

#### Star preferita di un film d'azione
- Hugh Jackman
- Christian Bale
- Gerard Butler
- Shia LaBeouf
- Vin Diesel

#### Star preferita di un film commedia
- Jim Carrey
- Ryan Reynolds
- Adam Sandler
- Ben Stiller
- Vince Vaughn

#### Attore emergente preferito
- Taylor Lautner
- Joseph Gordon-Levitt
- Chris Pine
- Zachary Quinto
- Sam Worthington

#### Attrice emergente preferita
- Miley Cyrus
- Ginnifer Goodwin
- Anna Kendrick
- Emily Osment
- Zoe Saldana

#### Team di attori preferito
- Twilight
- Harry Potter e il principe mezzosangue (Harry Potter and the Half-Blood Prince)
- Ricatto d'amore (The Proposal)
- Transformers - La vendetta del caduto (Transformers: Revenge of the Fallen), regia di Michael Bay
- X-Men le origini - Wolverine (X-Men Origins: Wolverine), regia di Gavin Hood

## Televisione

### Programmi

#### Serie TV drammatica preferita
- Dr. House - Medical Division (House, M.D.)
- CSI - Scena del crimine (CSI: Crime Scene Investigation)
- Grey's Anatomy
- Lost
- NCIS - Unità anticrimine (NCIS)

#### Serie TV commedia preferita
- The Big Bang Theory
- Desperate Housewives
- Due uomini e mezzo (Two and a Half Men)
- How I Met Your Mother
- The Office

#### Serie TV sci-fi/fantasy preferita
- Supernatural
- Heroes
- Lost
- True Blood
- The Vampire Diaries

#### Ossessione preferita
- True Blood
- Dexter
- Gossip Girl
- The Hills
- La vita segreta di una teenager americana (The Secret Life of the American Teenager)

#### Nuova serie TV drammatica preferita
- The Vampire Diaries
- FlashForward
- The Good Wife
- NCIS: Los Angeles
- V

#### Nuova serie TV commedia preferita
- Glee
- The Cleveland Show
- Cougar Town
- Incinta per caso (Accidentally On Purpose)
- Modern Family

#### Talk show preferito
- The Ellen DeGeneres Show
- Chelsea Lately
- Live with Regis & Kelly
- The Oprah Winfrey Show
- The Tyra Banks Show

#### Competition show preferito
- American Idol
- Dancing With The Stars (Ballando con le stelle)
- Project Runway
- So You Think You Can Dance
- Survivor: Samoa

#### "Animal show" preferito
- Dog Whisperer - Uno psicologo da cani (Dog Whisperer)
- Animal Cops
- DOGTOWN
- It's Me or the Dog
- Rescue Ink Unleashed

### Recitazione

#### Attore preferito in una serie TV drammatica
- Hugh Laurie
- Kiefer Sutherland
- Mark Harmon
- Matthew Fox
- Patrick Dempsey

#### Attrice preferita in una serie TV drammatica
- Katherine Heigl
- Mariska Hargitay
- Blake Lively
- Jennifer Love Hewitt
- Anna Paquin

#### Attore preferito in una serie TV commedia
- Steve Carell
- Alec Baldwin
- Neil Patrick Harris
- Jim Parsons
- Charlie Sheen

#### Attrice preferita in una serie TV commedia
- Alyson Hannigan
- America Ferrera
- Tina Fey
- Eva Longoria
- Amy Poehler

## Musica

### Artista maschile preferito
- Keith Urban
- Eminem
- John Mayer
- Tim McGraw
- Jason Mraz

### Artista femminile preferita
- Taylor Swift
- Beyoncé Knowles
- Pink
- Britney Spears
- Carrie Underwood

### Rock band preferita
- Paramore
- Daughtry
- Green Day
- Kings of Leon
- Muse

### Artista pop preferito/a
- Lady Gaga
- The Black Eyed Peas
- Katy Perry
- Britney Spears
- Taylor Swift

### Artista country preferito/a
- Carrie Underwood
- Rascal Flatts
- Brad Paisley
- Taylor Swift
- Keith Urban

### Artista R&B preferito/a
- Mariah Carey
- Jennifer Hudson
- Alicia Keys
- Beyoncé Knowles
- Usher

### Artista hip-hop preferito/a
- Eminem
- Flo Rida
- Jay-Z
- Lil Wayne
- T.I.

### Nuovo/a artista preferito/a
- Lady Gaga
- Kris Allen
- Susan Boyle
- Adam Lambert
- Demi Lovato

### Collaborazione musicale preferita
- Run This Town – Jay-Z, Rihanna & Kanye West
- Good Girls Go Bad – Leighton Meester & Cobra Starship
- I'm on a Boat – The Lonely Island & T-Pain
- Live Your Life – T.I. & Rihanna
- Lucky – Jason Mraz & Colbie Caillat